# 德國姬蠊
德國姬蠊（學名：Blattella germanica），俗稱德國蟑螂，是蟑螂的一种，身長多為1.0到1.6cm，比美洲家蠊小。顏色有浅棕色至深棕色，而且在其前胸有兩條由頭部至翅膀末端的直紋。飛行距離不长，只在受干擾時才會飛行。
這種蟑螂是最常見的家居蟑螂之一，屬於本土物種少數的有害生物，在全世界大部分人类居住区均可找到，但在寒冷的地區則較少。人工养殖只需要2个月即可繁殖一个世代，成虫寿命约为200天。本物種與亞洲蟑螂密切相關，若不仔细觀察，则难以找出兩者间的区别，可能彼此誤認。然而，亞洲蟑螂會被光吸引，而且可以作长距离飛行，但德國蟑螂則相反。

## 生物學及害處
德國蟑螂很容易在建築物裡紮根，但在電器如微波爐、咖啡機、餐館、食品加工業設施、酒店及安老院等機構設施裡尤為常見。牠們會在裡面建造巢穴，具群居性，且繁殖速度快，每個卵囊可孵出多隻幼蟲，這些幼蟲由出生至交配期的所需時間短暫，因此人們難以將之徹底驅除。不過在寒冷氣候環境，牠們只會在人類聚居處出現，因為嚴寒的環境令牠們難以存活，在室外牠們很快就會死去。儘管如此，德國姬蠊目前已知會出現的最北處位於加拿大努納武特地區的阿勒特；而最南的地區在阿根廷巴塔哥尼亞的南部。
本物種最初被認為是歐洲的原生種，後來認為很可能是從非洲東北部的埃塞俄比亚首度出現，再擴散至其他地區，不過最新的證據顯示德国蟑螂其實是起源於東南亞。但不管這物種起源於甚麼地方，德国蟑螂對寒冷氣候的敏感，反映出這個物種應該起源於較溫暖的氣候環境，然後在古代時透過遷進人類的居所成為家居有害生物，繼而隨同人類遷移和運輸而擴散至其他地區。該物種現在分佈於全世界，在除南極洲之外的所有大陸上以及在許多主要島嶼以家居有害生物的形式存活。因此，牠們在不同地區文化中被賦予各種名稱。例如，雖然牠們在英語國家被廣泛稱為「德國蟑螂」，但在德國卻被稱為「俄羅斯蟑螂」。
至於其名字為何冠以德國，據說與1756年至1763年的「七年戰爭」有關。當時瑞典生物學家林奈因為瑞典與普魯士互相敵對，出於貶低敵方，故意將這種害蟲命名作德國姬蠊，沿用至今。
作為一種夜行性物種，德國姬蠊偶爾會在白天出現，特別是當其數量過多，或受到干擾。然而，這些時刻通常都在傍晚出現，特別是當有人突然在一間昏暗的房間時開燈，例如當牠們剛好在清理廚房的廚餘時最為常見到它的身影。當被刺激或受到驚嚇時,會釋放出臭味

## 食性
德國蟑螂為一種雜食性食腐昆蟲，尤其喜歡吃肉類、澱粉、糖類食物及各種油脂。當食物短缺時，牠們會連肥皂、膠水、牙膏，甚或連潤滑油也會吃。當真正饑荒時，還會同類相食，咬吃其他同類的翅膀及蟑螂屍體。
在行動方面，這種蟑螂多數會於夜間活動，但在日間如果受到干擾或聯群結隊的情況下也會出現。

## 繁殖
另外雌性的德國蟑螂在產卵期間不會即時把卵囊排出，而是留在體內孵化一段時間，使人們不會發現牠們的卵囊，而將之清除。此外牠們的身型也比其他品種的小，可躲在狹窄的縫隙中，從而避過人們的襲擊。除人們家中飼養的寵物外，這種蟑螂在人類居住地方，其自然天敵非常少。
德國姬蠊的繁殖速度比任何其他住宅蟑螂都要快,大概50-60日內由卵發育成長為成蟲。 
人工养殖的德國蟑螂只需要2个月即可繁殖一个世代，成虫寿命约为200天。
受精后，一只雌性德国蟑螂在腹部发育出一个卵鞘。卵鞘長約8毫米，當中約有37-44個卵。随着受精卵发育，雌性的腹部會膨胀，直到卵块的半透明尖端开始从腹部末端突出，这时候，受精卵发育完全，卵常在卵鞘還未完全脫離雌蟲身體時就孵化，身體為黑褐色，胸部背板中央顏色較淡。 有1/4英寸长、16节片. 最初半透明的卵块很快变白，然后在几个小时内变成粉红色，逐渐变暗，直到48小时后，它的壳变成深红棕色，接近于栗色。卵囊末部有一龍骨狀的脊，並在受精卵成熟之際輕微向邊際彎曲。少數受精卵可能會在卵囊尚附在母體時便孵出，但其餘大多數都會於卵囊脫離母體24小時後才孵出。成蟲體長10-15毫米，身體為褐色，最大的特徵是前胸背板上有兩條深色縱帶。雄蟲體型較瘦長，雌蟲腹部則明顯較為圓短。新生的幼體大概長3毫米,經過6-7個中間形態，就會發育至性成熟狀態。在那些中間形態中，基於不同的自然因素，幾乎一半幼體會在脫皮過程中喪生。脫下的皮和幼體屍體會隨即被其他在場的幼體吃掉。

## 蟲害控制
德國蟑螂能成功地在樓宇中建立生态位 ，並能彈性面對不同的病虫害防治手段。
原因包括：
- 於人類環境中缺乏自然捕食者
- 多產繁殖
- 繁殖週期短
- 能躲藏在細小縫隙
- 於短短數星期便能由幼蟲達至性成熟狀態
- 對化學殺蟲劑具有適應性與抵抗性

德國蟑螂乃趨觸性, 即是它們偏好於受限而非開放的環境。對比其他昆蟲，它們擁有較細小的體型，能夠躲在不顯眼的細小空隙，以避開人類的殺滅。因此，滅蟲人員會專注尋找家居內的空隙與裂縫，以尋找適合放置有毒蟲餌或需噴灑滅蟲劑的地方。
數顆生存的蟑螂蛋就可以在數代之內重新發展出整個族群。而附近的姬蠊族群亦經常很快就能侵入已滅蟲的室內空間，並建立族群。因此為了有效滅蟲，滅蟲措施必須全面、持續和具系統性。
另外，德國蟑螂的種群行為亦使其數目難以控制。它們並非社交性昆蟲，亦沒有親代撫育行為。大多數姬蠊物種只會遺下它們的蛋，但德國姬蠊雌性會攜帶載有18-50個（平均約32個）蛋的蛋囊，直到幼體即將破殼而出。 這使它們的蛋能夠避開部分掠食者。幼體出生後，它們會以成蟲的排泄物和蛻皮後的外殼為食，使幼體能建立自己的微生物群體，並避免接觸大部分已噴灑滅蟲劑的表面或進食有毒蟲餌。其中一種有效的控制措施是使用昆蟲生長調節劑（如烯蟲乙酯、烯蟲丙酯），使幼體在生長過程中不能蛻皮，因而防止它們發育為成蟲。 為踢腳板和管道填縫或能阻止成蟲由一座大廈內的單位進入另一單位。

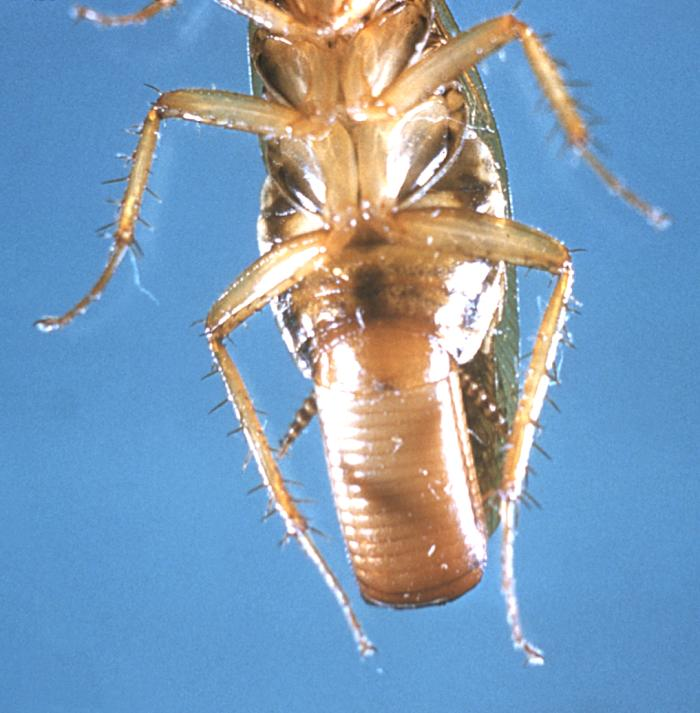
攜有蛋囊的雌性德國姬蠊

北卡羅來納州立大學一項研究發現, 一德國蟑螂種群已對有毒含糖蟲餌產生適應，它們的細胞已將葡萄糖視之為苦的化學物質，使它們避開進食糖類，從而使它們能避開進食有毒的含糖蟲餌。由於使用蟲餌本是經濟和有效的控制手段，它們拒絕食用含糖蟲餌，使它們的數目較難被控制。這亦是適應性自然選擇的例證：在缺乏有毒含糖蟲餌的環境下，趨向糖類會大大促進個體生長、獲得能量和繁殖；沒趨向糖類的種群則需要較長時間生長和繁殖。然而，在有毒含糖蟲餌存在的環境下，避開糖類反而促進繁殖。

## 三種蟑螂的比較
| 蟑螂種類   | 德國姬蠊                        | 东方蠊                              | 美洲蟑螂                            |
| ---------- | ------------------------------- | ----------------------------------- | ----------------------------------- |
| 大小       | 13—16 mm（0.51—0.63英寸）       | 18—29 mm（0.71—1.14英寸）           | 29—53 mm（1.1—2.1英寸）             |
| 喜歡的溫度 | 15—35 °C（59—95 °F）            | 20—30 °C（68—86 °F）                | 20—29 °C（68—84 °F）                |
| 幼蟲成長期 | 54–215天 (24—35 °C（75—95 °F）) | 164–542天 (at 22—30 °C（72—86 °F）) | 150–360天 (at 25—30 °C（77—86 °F）) |
| 壽命       | 約200天                         | 35–190天                            | 90–706天                            |
| 飛行能力   | 極少                            | 無                                  | 無                                  |

## 基因組
德國蟑螂的基因組於2018年2月於自然生態學及演化期刊刊登。 相對較大的基因組（20億鹼基對）蘊藏了非常大量的蛋白質, 其中配體門控離子通道（一類化學物質受體）尤其豐富。這些化學物質受體可能讓德國蟑螂能夠探測到來自毒素、食物、病原體和信息素的一系列廣泛的化學信號.

## 參看
- 蟑螂
- 东方蠊

- 蜚蠊对醌：一種在德國姬蠊出現的性費洛蒙。

## 外部連結
- German cockroach （页面存档备份，存于） on the UF / Institute of Food and Agricultural Sciences Featured Creatures Web site
- German cockroach fact sheet （页面存档备份，存于） from the Penn State Extension
- . 新華網. （原始内容存档于2008-06-15） （中文（简体））.